# Rafineria Nafty GLIMAR S.A w Gorlicach
Rafineria Nafty GLIMAR S.A w Gorlicach – upadła rafineria ropy naftowej znajdująca się w miejscowości Gorlice w woj. małopolskim. Sąd Rejonowy w Nowym Sączu ogłosił jej upadłość 19 stycznia 2005 roku.

## Historia
Rafineria powstała w 1883 r. Początkowo działała jako destylarnia ropy MARIAMPOL-GORLICE. W 1885 r. została rozbudowana przez spółkę „Bergheim i Mac Garvey” której udziałowcami byli: kanadyjski inżynier William Henry McGarvey oraz austriacki finansista Johan Bergheim, utworzyli Rafinerię Nafty oraz Warsztaty Naprawcze w Gliniku Mariampolskim. Nieprzerwany rozwój tego przedsiębiorstwa trwał do listopada 1914 r., kiedy w wyniku działań wojennych zostało ono w znacznej części zniszczone. Odbudowa obiektu rozpoczęła się jednak już w kolejnym roku. W 1928 r. weszła w skład koncernu „Małopolska”, który przetwarzał 40% ropy zużywanej w Polsce. Pod obecną nazwą zakład zaczął funkcjonować od roku 1984 r.

## Upadek
Sąd Rejonowy w Nowym Sączu ogłosił upadłość rafinerii 19.01.2005 r. Wniosek o ogłoszenie upadłości złożył pod koniec grudnia 2004 r zarząd Glimaru. Wówczas zadłużenie rafinerii wynosiło ok. 1 miliard zł. Choć firma w dniu ogłoszenia upadłości nie prowadziła już działalności produkcyjnej, w zatrudnieniu pozostawało 431 osób.

## Próba reaktywacji zakładu
W 2016 r. senator Prawa i Sprawiedliwości Stanisław Kogut podjął starania o wznowienie przerobu ropy naftowej w rafinerii. Polityk miał nadzieję, że jeśli upadłym zakładem zainteresuje się ministerstwo skarbu, to być może Glimar wróciłby do życia. Zaprosił on nawet do Gorlic ministra Dawida Jackiewicza. Jednak m.in. skomplikowana sytuacja właścicielska sprawiła, że plany te nie zostały zrealizowane.

## Kontrowersje dotyczące upadku spółki
W latach 1999–2001 wybuchła afera dotycząca niezapłaconych faktur przez płocka firmę Pollex (na rzecz GLIMARU) na kwotę ponad 42 milionów złotych. W radzie nadzorczej Pollexu zasiadała żona polityka Józefa Oleksego - Maria. Została ona oskarżona o składanie w tej sprawie fałszywych zeznań, ostatecznie jednak sprawę umorzono. Z Glimarem związana jest także tzw. afera paliwowa. Zarząd spółki zawierał umowy z zewnętrznymi firmami, żeby im płacić za "fikcyjne usługi akwizycyjne" (choć miał własny dział marketingu) i wyprowadzał w ten sposób pieniądze. Szefowie rafinerii mieli też sprzedawać różnym podmiotom paliwa po zaniżonych cenach. Efektem miała być strata 8 mln zł. Zdaniem prokuratorów to jeden z wątków największego w kraju śledztwa - śledztwa przeciwko mafii paliwowej. 

## Składowisko odpadów
W 2017 roku pojawiła się wiadomość o tysiącach ton niebezpiecznych odpadów składowanych na terenie byłej rafinerii. Mauzery z niebezpiecznymi odpadami zalegały tam przez kilka lat. W roku 2020 rozpoczął się proces ich wywózki. Koszt operacji szacowano na 50 mln złotych, lecz okazało się, że pojemników jest więcej niż przewidywano. Wywieziono 2 550 ton chemikaliów a koszt całej inwestycji wzrósł do 73,48 mln zł. 